# Hanka (film)
Pour plus de détails, voir Fiche technique et Distribution.
Hanka est un film yougoslave réalisé par Slavko Vorkapić, sorti en 1955.

## Synopsis
Une histoire d'amour et de vengeance dans la communauté des Gitans de Bosnie.

## Fiche technique
- Titre : Hanka
- Réalisation : Slavko Vorkapić
- Scénario : Marko Markovic et Slavko Vorkapić d'après le roman de Isak Samokovlija
- Musique : Ilija Marinkovic
- Photographie : Milenko Stojanovic
- Montage : Slavko Vorkapić
- Société de production : Bosna Film
- Pays :  Yougoslavie
- Genre : Drame
- Durée : 132 minutes
- Dates de sortie : 
  - Yougoslavie : 30 décembre 1955

## Distribution
- Vera Gregovic : Hanka
- Jovan Milicevic : Sejdo
- Mira Stupica : Ajkuna
- Vaso Kosic : Ceribasa
- Mihajlo Mrvaljevic : Musan
- Jelena Keseljevic : Majka
- Karlo Bulic : Sumar

## Distinctions
Le film a été présenté en sélection officielle en compétition au Festival de Cannes 1956.